# Ali Alamri
Ali Khaled Al Hamri (29 luglio 1993) è un calciatore emiratino, centrocampista dell'Al Ain e della nazionale emiratina.

## Carriera

### Nazionale
Ha partecipato ai Giochi Olimpici del 2012.